# Luis Mariano Minguela Muñoz
Luis Mariano Minguela Muñoz (Frumales, 5 de gener de 1960) és un exfutbolista castellanolleonès, que ocupava la posició de migcampista.

## Trajectòria
Va desenvolupar tota la seua carrera a les files del Reial Valladolid. Debuta a primera divisió a la campanya 80/81, i fins a la seua retirada el 1992 hi sumaria 341 partits i 24 gols amb els val·lisoletans a la màxima categoria. A la campanya 83/84 va guanyar la Copa de la Lliga.
Va ser internacional absolut amb Espanya en una ocasió, davant la selecció de Polònia.
Després de penjar les botes, ha estat vinculat al món de la política, exercint càrrecs a la Diputació de Valladolid i a l'Ajuntament de Laguna del Duero amb el Partit Popular.